# Reinhard Kammerer

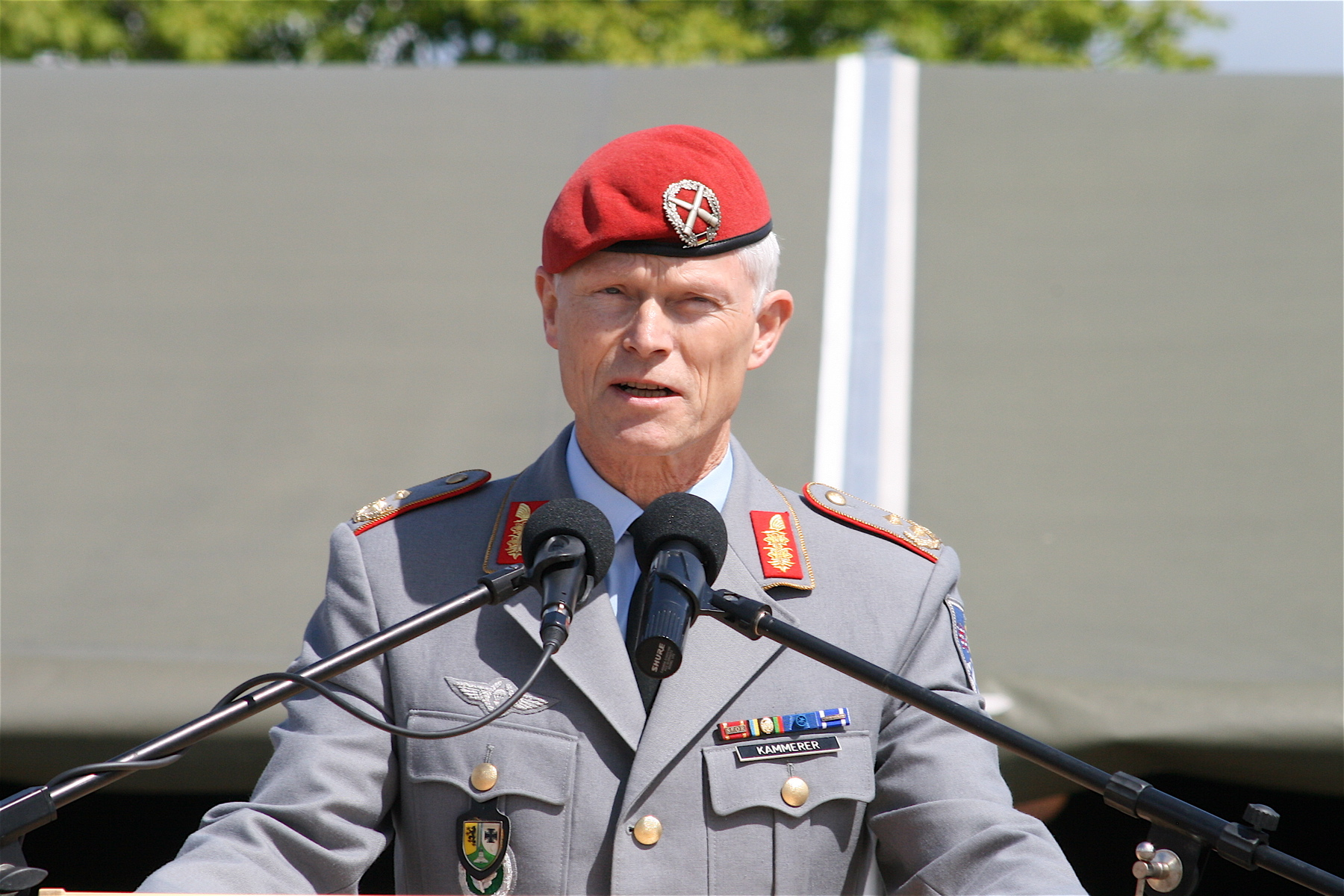
Reinhard Kammerer (2010)

Reinhard Kammerer (* 2. Dezember 1951 in Delligsen) ist ein Generalleutnant außer Dienst des Heeres der Bundeswehr und war zuletzt Stellvertretender Inspekteur des Heeres sowie Kommandeur Einsatz.

## Militärische Laufbahn

### Ausbildung und erste Verwendungen
Kammerer trat im Juli 1970 in den Dienst der Bundeswehr, absolvierte die Offizierausbildung der Artillerietruppe und wurde bis 1976 als Zugführer im Raketenartilleriebataillon 12 und als Beobachtungs- und Nachrichtenoffizier (S2) im Panzerartilleriebataillon 95 eingesetzt. In dieser Zeit wurde er zweimal befördert, im April 1972 zum Leutnant und im Oktober 1974 zum Oberleutnant. Vom Oktober 1976 bis 1982 absolvierte er ein Studium der Physik in München und Hamburg und wurde während dieser Zeit im November 1980 zum Hauptmann befördert.
Nach dem Studium war Kammerer ab Oktober 1982 an der Artillerieschule in Idar-Oberstein und beim Panzerartilleriebataillon 85 in Lüneburg eingesetzt. Im Mai 1983 übernahm er dann den Posten des Batteriechefs der 2. Batterie des Lüneburger Bataillons.

### Dienst als Stabsoffizier
Vom Oktober 1985 bis zum Oktober 1987 absolvierte er den Generalstabs-Lehrgang an der Führungsakademie der Bundeswehr in Hamburg und wurde im Anschluss daran im Oktober 1987 zum Major befördert. Danach war er bis zum Januar 1989 als Referent im Führungsstab der Streitkräfte im Bonner Bundesministerium der Verteidigung eingesetzt. Vom Januar bis August 1989 absolvierte Kammerer die US-Generalstabsausbildung am Armed Forces Staff College in Norfolk, Virginia.
Zurück in Deutschland übernahm er den Posten des Operationsgeneralstabsoffiziers (G3) der Panzerbrigade 34 in Koblenz. Vom Oktober 1990 bis zum September 1992 kommandierte er nach der Beförderung zum Oberstleutnant das Panzerartilleriebataillon 185 in Boostedt. Von 1992 bis 1995 war Kammerer abermals im Verteidigungsministerium eingesetzt, diesmal als Referent in der Abteilung Personal. Im April 1995 wurde er dann zum Oberst befördert und Referatsleiter dieser Abteilung. Er diente in dieser Funktion bis 1999.

### Dienst als General
Im April 1999 übernahm er in Fritzlar das Kommando über die Luftmechanisierte Brigade 1 und führte diese bis 2002. In dieser Verwendung wurde er im April 2001 zum Brigadegeneral ernannt. Vom September 2002 bis 2005 diente Kammerer in Köln als Abteilungsleiter Heeresentwicklung im dortigen Heeresamt unter dem Kommando von Jürgen Ruwe. Vom April 2005 bis 2006 übernahm er als Stabsabteilungsleiter im Führungsstab des Heeres die Stabsabteilung III und war damit verantwortlich für Führung, Konzeption und Einsatzgrundsätze. In dieser Funktion diente er abermals unter Jürgen Ruwe, der als Stellvertretender Inspekteur des Heeres fungierte. Zudem war ihm als Chef des Stabes Volker Wieker vorgesetzt.
Im August 2006 übernahm Kammerer unter Ernennung zum Generalmajor von Roland Kather das Kommando über die 13. Panzergrenadierdivision in Leipzig.
Am 21. Juni 2010 wurde Kammerer von Achim Lidsba als Kommandeur der 13. Panzergrenadierdivision in Leipzig abgelöst und nach Koblenz versetzt, wo er seit dem 22. Juni seinen Dienst als Stellvertretender Befehlshaber des Heeresführungskommandos versah. Im April 2012 wurde er zum Generalleutnant befördert und Kommandeur Deutsche Anteile Multinationale Korps / Militärische Grundorganisation und „Beauftragter für den Übergang Heeresführungskommando – Kommando Heer“. Seit dem 8. März 2012 führte er das Heeresführungskommando stellvertretend bis zu dessen Auflösung im Oktober 2012. Im September 2012 wurde Kammerer stellvertretender Inspekteur des Heeres und diente in dieser Dienststellung zunächst im Führungsstab des Heeres, der aber bereits am 1. Oktober 2012 im Kommando Heer aufging. Zusätzlich erhielt er die Dienstbezeichnung Kommandeur Einsatz.
Kammerer wurde mit Ablauf des 30. Juni 2014 in den Ruhestand versetzt. Am 25. Juni 2014 übergab er seine Dienstgeschäfte an seinen Nachfolger Generalmajor Jörg Vollmer und wurde anschließend in der General-Olbricht-Kaserne in Leipzig mit einem Großen Zapfenstreich verabschiedet.